# Beissujok
Beissujok - Бейсужок (rus) - és un khútor del krai de Krasnodar, a Rússia. Es troba davant de Pamiat Lénina, a la riba dreta del Beissujok Dret, a 33 km al sud-oest de Pàvlovskaia i a 102 km al nord-est de Krasnodar, la capital.
Pertany al municipi d'Oktiabrski.